# گمینا شویرچه
گمینا شویرچه (به لهستانی:  Gmina Świercze) یک گمینا در لهستان است که در شهرستان پووتوسک واقع شده‌است. گمینا شویرچه ۹۳٫۰۴ کیلومتر مربع مساحت و ۴٬۷۷۱ نفر جمعیت دارد.